# Escultura de Decèbal

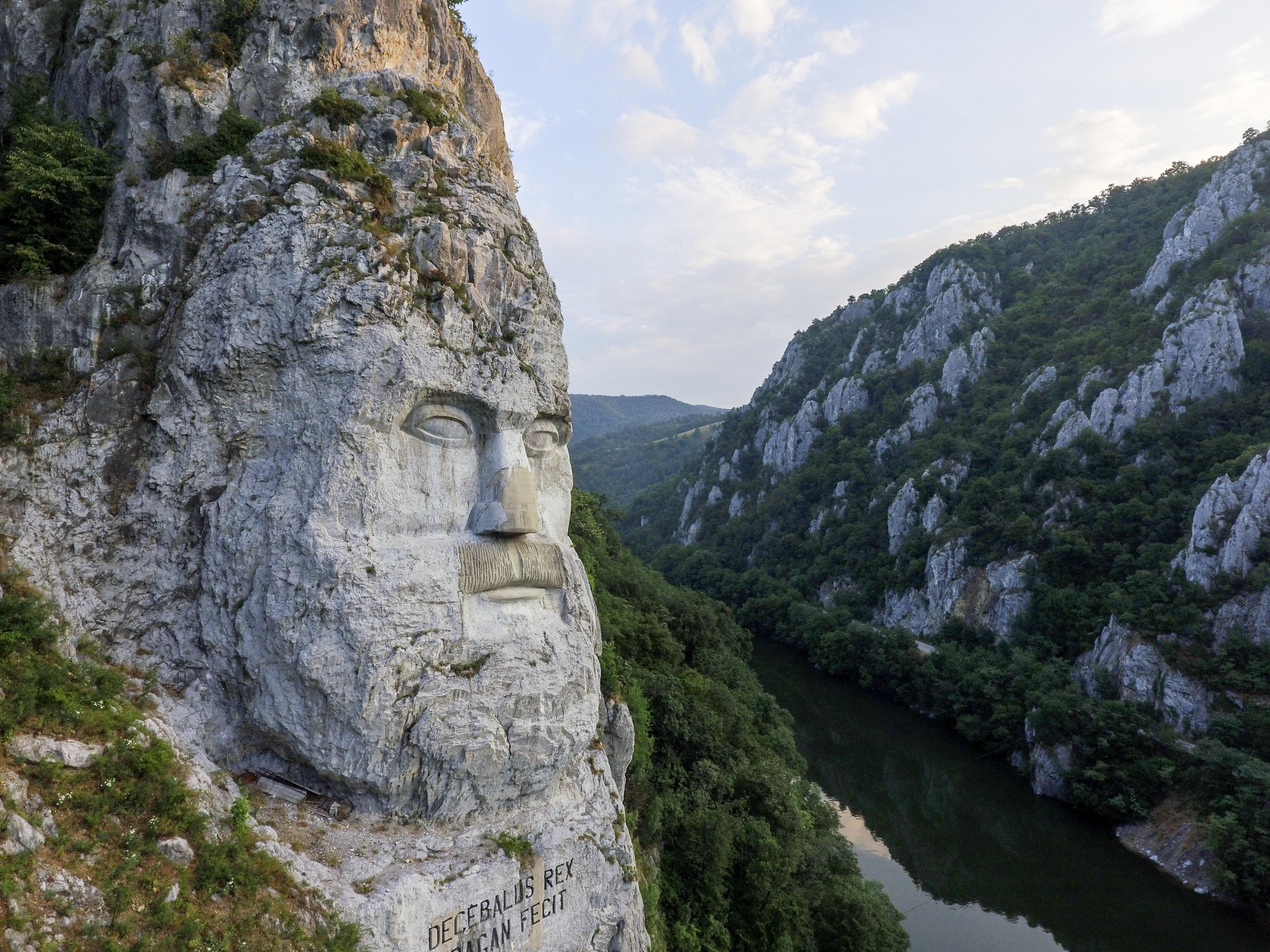
Vista de costat

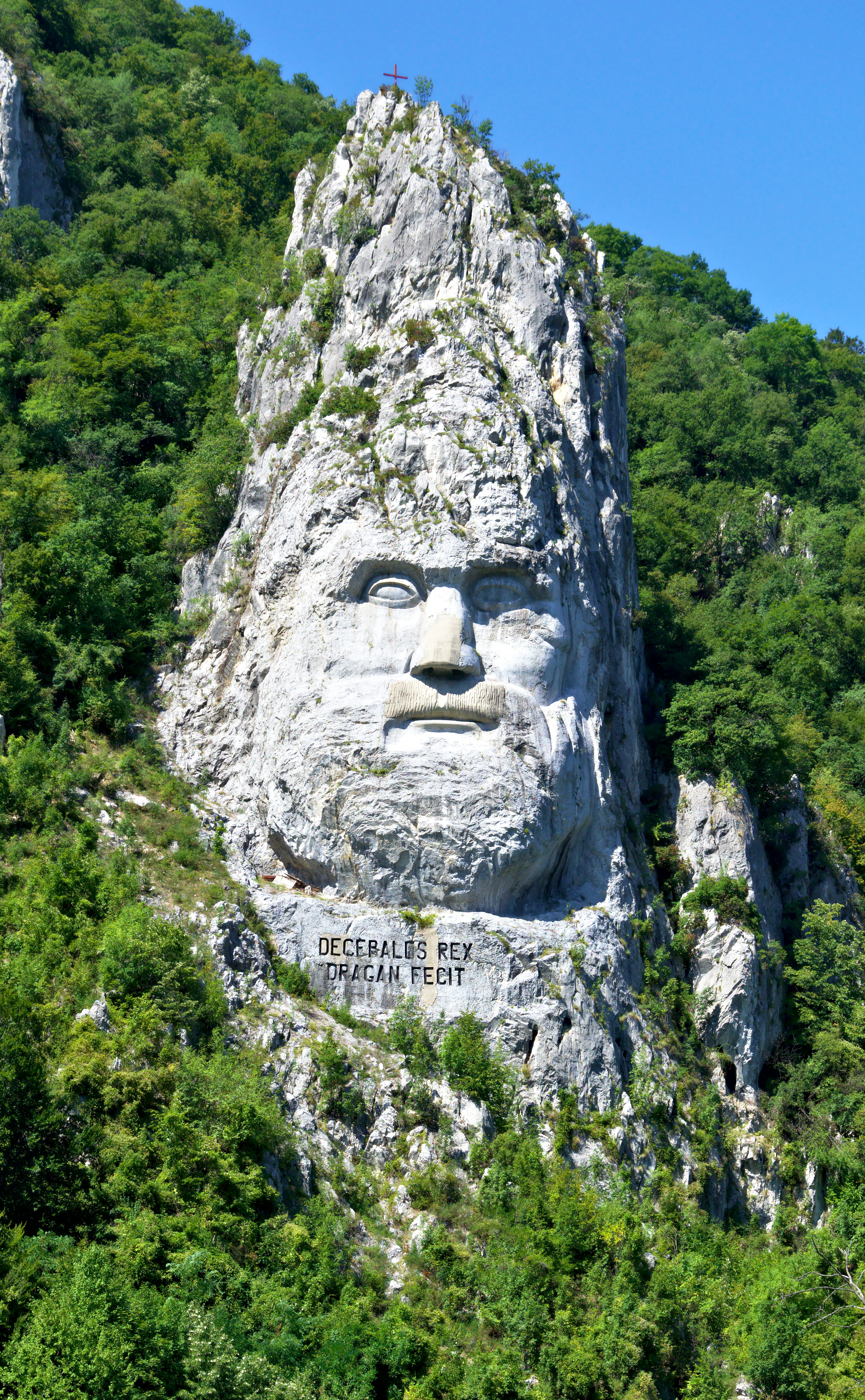
Vista frontal plena

L'escultura de Decèbal (en romanès: Chipul regelui dac Decebal) és una formació colossal de la cara de Decèbal a la roca. Aquest fou l'últim rei de la Dàcia entre els anys 87 i 106 i va lluitar contra els emperadors romans Domicià i Trajà per conservar la independència del seu país, que correspon a Romania en l'actualitat.
L'escultura es troba prop de la ciutat d'Orșova, en Comtat de Mehedinți. Va ser esculpida entre 1994 i 2004 en un aflorament rocós sobre el riu Danubi al congost anomenat les Portes de Ferro que forma la frontera entre Romania i Sèrbia. L'escultura sobre roca és la més alta d'Europa, amb 55 metres d'alçada i 25 d'amplada.

## Creació
Es va fer per un encàrrec de l'empresari romanès Iosif Constantin Drăgan i dotze escultors van trigar deu anys a completar-la. L'escultor principal va ser Florin Cotarcea, d’Orșova. Segons el lloc web de Drăgan, l'empresari va comprar la roca el 1992, després que l'escultor italià Mario Galeotti n'avalués la ubicació i en fes un model inicial. Els primers sis anys es va dinamitar la roca en la forma bàsica per esculpir-la i els quatre anys restants es van dedicar a completar-ne els detalls.
Sota la cara de Decèbal hi ha una inscripció llatina que diu "DECEBALUS REX — DRAGAN FECIT" ("El rei Decèbal — Fet per Drăgan"). La talla es va col·locar a prop d'una antiga llosa, esculpida pels romans a l'altre costat del riu, a la banda sèrbia. La llosa, coneguda com la Tabula Traiana, commemora la finalització del camí militar de Trajà al llarg del Danubi i, per tant, celebra la derrota definitiva de Decèbal per part de Trajà el 105, i l’annexió del regne daci a l'Imperi Romà. Drăgan volia que els serbis esculpissin un cap gegant d’un emperador romà, com si s'enfrontessin a Decèbal a la banda oposada del riu, però els serbis s'hi van negar.

## Importància
Drăgan va ser una figura cabdal del moviment del protocronisme, una ideologia nacionalista que va intentar retratar Romania com el bressol principal de la civilització i que va identificar Romania amb un antic imperi traci que dominava l'Europa central. En aquesta ideologia, Dàcia, el nom preromà de Romania, era l’hereu d’aquesta cultura tràcia, una visió exposada per Drăgan al seu llibre i diari Noì, tracii ("Nosaltres tracis").
La Fundația Europeană Drăgan, la fundació de Drăgan, afirma que "Giuseppe Costantino Dragan és un ferm defensor de la teoria que la "flama" original de la civilització va començar a l'antic territori de Romania i que argumenta tant en la seva obra". Drăgan va veure l'escultura com un pal indicador del bressol de la civilització. Se'l cita, dient: "Qualsevol persona que viatgi cap a 'Decebal Rex Dragan Fecit' també viatja cap als orígens de la civilització europea i descobrirà que una Europa unida representa el curs natural de la història".

## Descripcions
Michael Palin en el seu llibre Nova Europa del 2007 va descriure el cap colossal de la següent manera: 
| « | Quan ens desplacem a la gorga de Kazan, on una petita vall entra al Danubi des de la costa romanesa, un enorme cap està esculpit a la roca juntament amb la inscripció llatina "Decebalus Rex - Dragan Fecit". Resulta que és menys antic del que pensava, de fet data dels anys noranta. La figura esculpida, Decèbal, era un rei daci que va prendre els exèrcits de l'emperador Trajà i és considerat un gran heroi popular romanès. Dragan, més prosaicament, és un ric home de negocis que va pagar perquè es tallés. En aquesta nota lleugerament nefasta del nacionalisme ressorgit, passem al congost mateix. | » |

Nick Thorpe a The Danube: A Journey Upriver from the Black Sea to the Black Forest va escriure també sobre el colós:
| « | Riu amunt de l'església, les característiques bulboses de Decèbal, bigoti i els ulls oberts, han estat esculpides a la paret rocosa, de quaranta metres d’alçada i vint-i-cinc d’amplada. L'antic líder daci es queda mirant a l'altra banda del riu cap al penya-segat oposat ... El penya-segat, que puja sobre el seu cap cap al vessant boscós, li proporciona la il·lusió d'un front gran o d'un barret de mag punxegut. | » |